# Riduzione della povertà
     economie in sviluppo secondo l'FMI
     economie in sviluppo fuori portata dell'FMI
     promosse a economia sviluppata
     Nazioni di recente industrializzazione

Grafico della popolazione mondiale che vive in regime quotidiano di 1/1.25/2 equivalente a US$ del 2005 (in rosso) e come proporzione della popolazione mondiale (in blu) dal 1981 al 2008 sulla base dei dati della Banca Mondiale

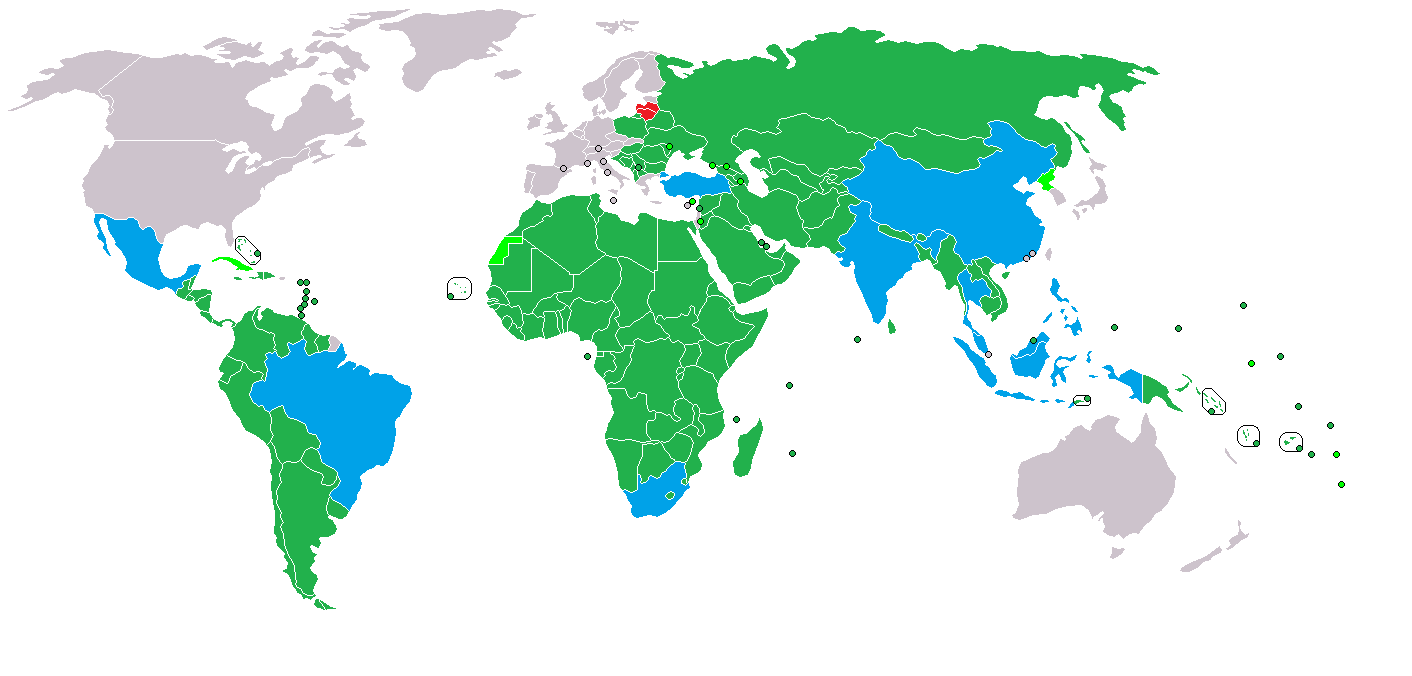
economie in sviluppo secondo l'FMI
economie in sviluppo fuori portata dell'FMI
promosse a economia sviluppata
Nazioni di recente industrializzazione

Riduzione della povertà è un termine che descrive la promozione di varie misure, sia economiche sia umanitarie, che dovrebbero alleviare permanentemente la povertà di una data popolazione e/o gruppo sociale.

## Proposte economiche
Le misure di riduzione della povertà, come quelle promosse dall'economista Henry George nella sua opera classica Progress and Poverty (Progresso e povertà) scritta nel 1879, sono quelle iniziative destinate ai poveri affinché riescano a creare ricchezza per se stessi come mezzo per porre fine alla povertà in maniera permanente.

Il numero di persone al di sotto delle diverse soglie di povertà osservato nel tempo

In tempi moderni, diversi economisti all'interno del movimento del georgismo propongono misure come l'imposta sul valore fondiario per migliorare l'accesso di tutti al mondo naturale. La povertà si verifica sia in paesi in via di sviluppo sia in paesi sviluppati e, sebbene la povertà sia molto più diffusa nei paesi in via di sviluppo, entrambi i settori si impegnano in misure di riduzione della povertà.
Sul piano generale "non possiamo ignorare che grandi eventi e tendenze non vanno complessivamente a favore della riduzione della disuguaglianza. Ricordiamone alcuni: il più lento procedere delle economie mondiali, già iniziato da tempo e previsto per un lungo periodo; le difficoltà e la crisi di numerose zone e nazioni del globo (e per l’Europa una riduzione di peso e la presenza di paesi stagnanti, come l’Italia); un incremento più ridotto della produttività, che influisce negativamente nel commercio internazionale; una sovrabbondanza di manodopera, in buona parte non qualificata e scarsamente utilizzabile dalle imprese e settori con forte innovazione tecnologica".

## Liberalizzazione economica
I sostenitori della liberalizzazione economica hanno sostenuto che essa riduce la povertà. Altri commentatori hanno affermato che, a causa della liberalizzazione economica, la povertà nel mondo sta aumentando anziché diminuire, e i dati forniti dalla Banca Mondiale, che fanno eco alla diminuzione della povertà, sono errati. Sostengono inoltre che estendere la protezione dei diritti di proprietà ai poveri è una delle strategie di riduzione della povertà più importanti che una nazione possa attuare. Garantire i diritti di proprietà sulla terra, il bene più importante per la maggior parte delle società, è vitale per la loro libertà economica. La Banca Mondiale conclude che l'aumento dei diritti fondiari è "la chiave per ridurre la povertà", citando che i diritti fondiari aumentano notevolmente la ricchezza dei poveri, in alcuni casi raddoppiandola. Si stima che il riconoscimento statale della proprietà dei poveri darebbe loro beni per un valore pari a 40 volte tutti gli aiuti esteri dal 1945. Sebbene gli approcci siano diversi, la Banca Mondiale ha affermato che le questioni chiave sono la sicurezza dei possedimenti e la garanzia che le transazioni fondiarie siano a basso costo. In Cina e India, le riduzioni della povertà riscontrate negli ultimi decenni si sono verificate principalmente come risultato dell’abbandono dell’agricoltura collettiva in Cina e della riduzione della burocrazia governativa in India.
In un rapporto del 2015, il Fondo monetario internazionale ha indicato l’ampliamento della disuguaglianza di reddito come la sfida decisiva del nostro tempo. "Nelle economie avanzate, il divario tra ricchi e poveri è al livello più alto degli ultimi decenni. Le tendenze della disuguaglianza sono state più contrastanti nei mercati emergenti e nei paesi in via di sviluppo (EMDC), con alcuni paesi che hanno registrato una diminuzione della disuguaglianza, ma disuguaglianze pervasive nell'accesso all'istruzione, all'assistenza sanitaria e alla finanza rimangono."
Le nuove imprese e gli investimenti esteri possono essere allontanati dai risultati di istituzioni inefficienti, corruzione, debole stato di diritto ed eccessivi oneri burocratici. Ci vogliono due giorni, due procedure burocratiche e 280 dollari per aprire un'attività in Canada, mentre un imprenditore in Bolivia deve pagare 2.696 dollari di commissioni, attendere 82 giorni lavorativi e seguire 20 procedure per fare lo stesso. Tali costose barriere favoriscono le grandi imprese a scapito delle piccole imprese, dove viene creata la maggior parte dei posti di lavoro. In India, prima delle riforme economiche, le imprese dovevano corrompere i funzionari governativi anche per attività di routine, il che costituiva di fatto una tassa sulle imprese.
Tuttavia, anche il principio del libero mercato di porre fine alla sponsorizzazione governativa dei programmi sociali ha avuto conseguenze negative. Ad esempio, la Banca Mondiale esercita pressioni sui paesi poveri affinché eliminino i sussidi per i fertilizzanti che molti agricoltori non possono permettersi a prezzi di mercato. La riconfigurazione del finanziamento pubblico negli ex Stati sovietici durante la transizione verso un’economia di mercato ha richiesto una riduzione della spesa per la sanità e l’istruzione, aumentando drasticamente la povertà.
La liberalizzazione del commercio aumenta il surplus totale delle nazioni commerciali. Le rimesse inviate ai paesi poveri, come l’India, sono talvolta superiori agli investimenti diretti esteri e il totale delle rimesse supera il doppio dei flussi di aiuti provenienti dai paesi OCSE. Gli investimenti esteri e le industrie di esportazione hanno contribuito ad alimentare l’espansione economica delle nazioni asiatiche in rapida crescita. Tuttavia, le regole commerciali sono spesso ingiuste poiché bloccano l’accesso ai mercati delle nazioni più ricche e vietano alle nazioni più povere di sostenere le proprie industrie. I prodotti trasformati provenienti dalle nazioni più povere, a differenza delle materie prime, ottengono tariffe molto più elevate nei porti delle nazioni più ricche. Uno studio dell'Università di Toronto ha rilevato che la riduzione dei dazi doganali su migliaia di prodotti provenienti da nazioni africane a causa dell'African Growth and Opportunity Act è stata direttamente responsabile di un aumento "sorprendentemente ampio" delle importazioni dall'Africa. Talvolta è possibile negoziare accordi per favorire i paesi in via di sviluppo, come in Cina, dove le leggi obbligano le multinazionali straniere a formare i loro futuri concorrenti cinesi in settori strategici e a rendersi ridondanti a lungo termine. In Tailandia, la "regola del 51%" obbliga le multinazionali che iniziano ad operare in quel paese a cedere il controllo del 51% ad una società tailandese in una joint venture. Inoltre, l’Obiettivo di sviluppo sostenibile 17 delle Nazioni Unite sostiene il rispetto della leadership dei paesi nell’attuazione delle politiche per l’eliminazione della povertà e lo sviluppo sostenibile.
I critici hanno sostenuto che le politiche neoliberiste hanno aumentato la disuguaglianza economica e hanno esacerbato la povertà globale. Dean Baker del Center for Economic and Policy Research (CEPR) ha sostenuto nel 2006 che la forza trainante dietro la crescente disuguaglianza negli Stati Uniti è stata una serie di scelte politiche deliberatamente neoliberali, compresi i pregiudizi anti- inflazionistici, antisindacalismo e speculazione nel settore sanitario. Gli economisti David Howell e Mamadou Diallo sostengono che le politiche neoliberiste hanno contribuito a un’economia degli Stati Uniti in cui il 30% dei lavoratori guadagna salari bassi (meno di due terzi del salario medio per i lavoratori a tempo pieno) e il 35% della forza lavoro è sottoccupata mentre solo il 40% della popolazione in età lavorativa nel paese è adeguatamente occupata.

### Invertire la concentrazione della ricchezza
Oxfam, tra gli altri, ha chiesto un movimento internazionale per porre fine alla concentrazione estrema della ricchezza, sostenendo che la concentrazione delle risorse nelle mani dell’1% più ricco deprime l’attività economica e rende la vita più difficile per tutti gli altri, in particolare per quelli che si trovano in fondo alla scala economica. Affermano inoltre che i guadagni dei miliardari del mondo nel 2017, che ammontavano a 762 miliardi di dollari, sarebbero stati 7 volte sufficienti per porre fine alla povertà globale estrema.

## Capitale, infrastrutture e tecnologia

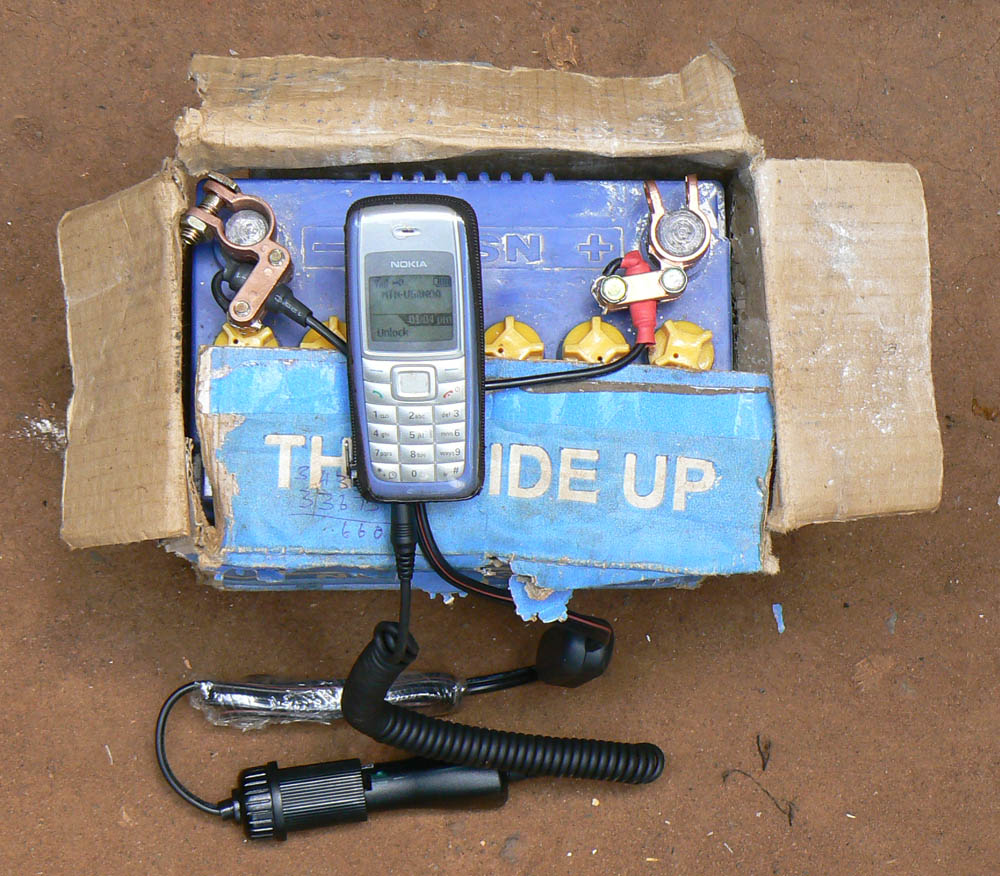
Le tecnologie dell'informazione e della comunicazione per lo sviluppo contribuiscono a combattere la povertà. Nell'immagine un telefono cellulare caricato dalla batteria di un'auto in Uganda.

La crescita economica pro capite di lungo periodo si ottiene attraverso l’aumento del capitale (fattori che aumentano la produttività), sia umano che fisico, e della tecnologia. Il miglioramento del capitale umano, sotto forma di salute, è necessario per la crescita economica. Le nazioni non hanno necessariamente bisogno della ricchezza per ottenere salute. Ad esempio, lo Sri Lanka aveva un tasso di mortalità materna del 2% negli anni '30, più alto di qualsiasi nazione odierna. Lo ha ridotto allo 0,5-0,6% negli anni ’50 e allo 0,06% nel 2006. Tuttavia, ogni anno spendeva meno per la salute materna perché imparava cosa funzionava e cosa no. La conoscenza del rapporto costo-efficacia degli interventi sanitari può essere sfuggente, ma le misure educative per diffondere i lavori sono disponibili, come il progetto sulle priorità di controllo delle malattie. Promuovere il lavaggio delle mani è uno degli interventi sanitari più convenienti e può dimezzare i decessi dovuti alle principali malattie infantili come diarrea e polmonite.
Il capitale umano, sotto forma di istruzione, è un fattore determinante della crescita economica ancora più importante del capitale fisico. La cura dei bambini per le malattie trasmesse dal suolo costa circa 50 centesimi per bambino all'anno e riduce la mancata frequenza per anemia, malattie e malnutrizione ed è solo un venticinquesimo più costoso per aumentare la frequenza scolastica rispetto alla costruzione di scuole.
Gli economisti delle Nazioni Unite sostengono che buone infrastrutture, come strade e reti di informazione, aiutano a far funzionare le riforme del mercato. La Cina ha affermato che sta investendo in ferrovie, strade, porti e telefoni rurali nei paesi africani come parte della sua formula per lo sviluppo economico. Fu la tecnologia del motore a vapore che originariamente diede inizio alla diminuzione dei livelli di povertà. La tecnologia dei telefoni cellulari porta il mercato nelle zone povere o rurali. Con le informazioni necessarie, gli agricoltori remoti possono produrre raccolti specifici da vendere agli acquirenti che offrono il prezzo migliore.
Tale tecnologia contribuisce inoltre a garantire la libertà economica rendendo i servizi finanziari accessibili ai poveri. Chi vive in condizioni di povertà attribuisce un’enorme importanza all’avere un luogo sicuro dove risparmiare denaro, molto più che al ricevere prestiti. Inoltre, gran parte dei prestiti di microfinanza vengono spesi per prodotti che normalmente verrebbero pagati tramite un conto corrente o di risparmio. Il mobile banking affronta il problema della pesante regolamentazione e della costosa manutenzione dei conti di risparmio. I servizi finanziari mobili nei paesi in via di sviluppo, davanti a quelli sviluppati in questo senso, potrebbero valere 5 miliardi di dollari entro il 2012. M-Pesa di Safaricom ha lanciato uno dei primi sistemi in cui una rete di agenti per lo più i negozianti, invece degli sportelli bancari, prenderebbero depositi in contanti e li tradurrebbero su un conto virtuale sui telefoni dei clienti. I trasferimenti di denaro possono essere effettuati tra telefoni e restituiti in contanti con una piccola commissione, rendendo le rimesse più sicure.
Tuttavia, diversi studi accademici hanno dimostrato che i telefoni cellulari hanno solo un effetto limitato sulla riduzione della povertà quando non sono accompagnati dallo sviluppo di altre infrastrutture di base.

## Occupazione e produttività
La crescita economica ha il potenziale indiretto di alleviare la povertà, come risultato di un aumento simultaneo delle opportunità di lavoro e della produttività del lavoro. Uno studio condotto da ricercatori dell’Overseas Development Institute (ODI) su 24 paesi che hanno sperimentato una crescita ha rilevato che in 18 casi la povertà è stata alleviata. Tuttavia, l’occupazione non è una garanzia di uscita dalla povertà. L’Organizzazione Internazionale del Lavoro (ILO) stima che circa il 40% dei lavoratori sono poveri e non guadagnano abbastanza per mantenere le proprie famiglie al di sopra della soglia di povertà di 2 dollari al giorno. Ad esempio, in India la maggior parte dei poveri cronici sono salariati nell’occupazione informale a causa del fatto che i loro posti di lavoro sono insicuri e poco retribuiti e non offrono alcuna possibilità di accumulare ricchezza per evitare rischi. Ciò sembra essere il risultato di una relazione negativa tra creazione di posti di lavoro e aumento della produttività, quando è necessario un simultaneo aumento positivo per ridurre la povertà. Secondo l’UNRISD, l’aumento della produttività del lavoro sembra avere un impatto negativo sulla creazione di posti di lavoro: negli anni ’60, un aumento dell’1% della produzione per addetto era associato a una riduzione della crescita occupazionale dello 0,07%, nel primo decennio di questo secolo lo stesso aumento di produttività implica una crescita occupazionale ridotta dello 0,54%.
L’aumento dell’occupazione senza aumento della produttività porta ad un aumento del numero dei “lavoratori poveri”, motivo per cui alcuni esperti stanno ora promuovendo la creazione di “qualità” e non di “quantità” nelle politiche del mercato del lavoro. Questo approccio evidenzia come una maggiore produttività abbia contribuito a ridurre la povertà nell’Asia orientale, ma l’impatto negativo comincia a manifestarsi. In Vietnam, ad esempio, la crescita dell’occupazione è rallentata mentre la crescita della produttività è continuata. Inoltre, gli aumenti di produttività non sempre portano ad un aumento dei salari, come si può vedere negli Stati Uniti, dove il divario tra produttività e salari è in aumento a partire dagli anni ’80. Lo studio ODI ha dimostrato che altri settori sono stati altrettanto importanti nel ridurre la disoccupazione, quanto il settore manifatturiero. Il settore dei servizi è quello più efficace nel tradurre la crescita della produttività in crescita dell’occupazione. L’agricoltura fornisce una rete di sicurezza per l’occupazione e un cuscinetto economico quando altri settori sono in difficoltà. Questo studio suggerisce una comprensione più sfumata della crescita economica, della qualità della vita e della riduzione della povertà.

### Impatti della COVID-19
A causa della COVID-19, i tassi di povertà sono aumentati, tra i 75 e i 95 milioni di individui che soffrono di povertà estrema nel periodo pre-pandemia fino al 2022. Questo maggiore aumento dei tassi di povertà può riflettersi nell’aumento della disoccupazione e della produttività del lavoro causato dalla pandemia. Si afferma che la produttività globale del lavoro tra il 200-2007 e il 2011-2019 con una differenza dello 0,9%, ha un tasso simile osservato tra gli anni dal 2019 al 2021 e in lento calo dal 2010. L'Organizzazione ha stimato che la disoccupazione globale è aumentata a 33 milioni nel 2020, un valore quattro volte superiore rispetto alla crisi finanziaria globale avvenuta nel 2009. Secondo l'Organizzazione Mondiale della Sanità, le perdite di posti di lavoro per i lavoratori poco qualificati sono state dell'11%, un tasso molto più elevato rispetto ai lavoratori mediamente e altamente qualificati, e nel 71% delle famiglie a basso reddito almeno una persona era disoccupata o ha dovuto chiudere la propria attività a causa della pandemia (61%).

### Aiuto agli agricoltori

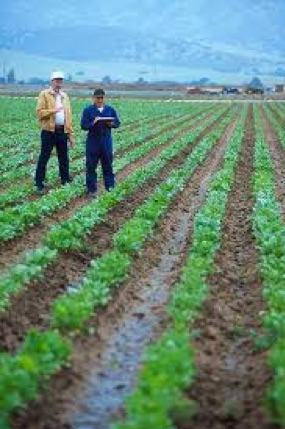
Le piccole aziende agricole sono spesso maggiormente a rischio quando le precipitazioni sono eccessive o insufficienti. Gli eventi meteorologici estremi stanno causando molta sofferenza alle comunità agricole di tutto il mondo.

L’aumento dei redditi agricoli è descritto come il fulcro dello sforzo contro la povertà poiché tre quarti dei poveri oggi sono agricoltori. Le stime mostrano che la crescita della produttività agricola dei piccoli agricoltori è, in media, almeno due volte più efficace nel portare benefici alla metà più povera della popolazione di un paese rispetto alla crescita generata nei settori non agricoli. Ad esempio, uno studio del 2012 ha suggerito che le nuove varietà di ceci potrebbero avvantaggiare gli agricoltori etiopi in futuro. Lo studio ha valutato il potenziale impatto economico e sulla povertà di 11 varietà migliorate di ceci, rilasciate dall’organizzazione nazionale di ricerca agricola dell’Etiopia in collaborazione con l’Istituto internazionale di ricerca sulle colture per i tropici semiaridi (ICRISAT - International Crops Research Institute for the Semi-Arid Tropics). I ricercatori hanno stimato che l’utilizzo delle varietà porterebbe un beneficio totale di 111 milioni di dollari per 30 anni, con i consumatori che riceverebbero il 39% del beneficio e i produttori il 61%. Si aspettavano che il beneficio generato avrebbe fatto uscire dalla povertà più di 0,7 milioni di persone (sia produttori che consumatori). Gli autori hanno concluso che ulteriori investimenti nella ricerca sui ceci e su altri legumi in Etiopia erano quindi giustificati come mezzo per alleviare la povertà.
Migliorare la gestione dell’acqua è un modo efficace per contribuire a ridurre la povertà tra gli agricoltori, poiché è possibile migliorare la produttività e potenzialmente andare oltre l’agricoltura basata sul livello di sussistenza. Durante la Rivoluzione Verde degli anni ’60 e ’70, ad esempio, l’irrigazione è stata un fattore chiave per liberare il potenziale agricolo dell’Asia e ridurre la povertà. Tra il 1961 e il 2002, la superficie irrigata è quasi raddoppiata, mentre i governi cercavano di raggiungere la sicurezza alimentare, migliorare il benessere pubblico e generare crescita economica. Nell’Asia meridionale, la produzione di cereali è aumentata del 137% dal 1970 al 2007. Ciò è stato ottenuto con solo il 3% di terra in più.
L'International Water Management Institute di Colombo, nello Sri Lanka, mira a migliorare la gestione delle risorse terrestri e idriche per il cibo, i mezzi di sussistenza e l'ambiente. Un progetto su cui hanno lavorato i suoi scienziati dimostra l’impatto che può avere il miglioramento della gestione dell’acqua in agricoltura. Lo studio, finanziato dalla Banca Giapponese per la Cooperazione Internazionale, ha inizialmente migliorato e irrigato il sistema di irrigazione sulla riva sinistra del Walawe, nello Sri Lanka, nel 1997. Nel 2005, l'irrigazione è stata estesa a un'altra area. Nel 2007 e nel 2008 è stata effettuata un'analisi dell'intera area. Questo studio ha rilevato che l'accesso all'irrigazione ha fornito alle famiglie l'opportunità di diversificare le proprie attività di sostentamento e potenzialmente aumentare i propri redditi. Ad esempio, le persone che possiedono la terra potrebbero coltivare in modo affidabile riso o verdure invece di lavorare come braccianti o fare affidamento sulle piogge per irrigare i propri raccolti. Quelli senza terra potrebbero trarre vantaggio lavorando nell’ambito della nuova pesca nelle acque interne. All'interno dell'area di controllo del progetto, nel 2002 il 57% delle famiglie si trovava al di sotto della soglia di povertà rispetto al 43% nel 2007.

#### Costruire opportunità di autosufficienza
Rendere disponibili opportunità di lavoro è altrettanto importante quanto aumentare il reddito e l’accesso ai bisogni di base. L'attivista per la povertà Paul Polak ha basato la sua carriera sul fare entrambe le cose contemporaneamente, creando aziende che impiegano i poveri e creando beni "radicalmente" accessibili. Nel suo libro Out of Poverty sostiene che le tradizionali strategie di sradicamento della povertà sono state fuorvianti e non riescono ad affrontare i problemi sottostanti. Elenca "tre grandi miti sull'eliminazione della povertà": che possiamo donare alle persone la possibilità di uscire dalla povertà, che la crescita economica nazionale metterà fine alla povertà e che le grandi imprese, operando come fanno ora, metteranno fine alla povertà. I modelli economici che portano alla crescita nazionale e a un maggior numero di grandi imprese non porteranno necessariamente a maggiori opportunità di autosufficienza. Tuttavia, le imprese progettate con un obiettivo sociale in mente, come le banche di microfinanza, potrebbero essere in grado di fare la differenza.

## Aiuti

### Benessere
Gli aiuti nella loro forma più semplice sono una sovvenzione al reddito di base, una forma di previdenza sociale che fornisce periodicamente denaro ai cittadini. Nei progetti pilota in Namibia nel 2008-2009, dove un programma di questo tipo paga solo 13 dollari al mese, le persone hanno potuto pagare le tasse universitarie, aumentando del 92% la percentuale di bambini che vanno a scuola, il tasso di malnutrizione infantile è sceso dal 42% al 10% e l’attività economica è cresciuta del 10%. Gli aiuti potrebbero anche essere concessi in base al rispetto di determinati requisiti. Il trasferimento incondizionato di denaro, ampiamente riconosciuto come un programma anti-povertà di successo, si basa su azioni come l’iscrizione dei bambini a scuola o la vaccinazione. In Messico, ad esempio, il paese con il più grande programma di questo tipo, i tassi di abbandono scolastico dei giovani tra i 16 e i 19 anni nelle aree rurali sono diminuiti del 20% e i bambini sono aumentati di mezzo pollice in altezza (poco più di un centimetro). I timori iniziali secondo cui il programma avrebbe incoraggiato le famiglie a rimanere a casa piuttosto che lavorare per raccogliere i benefici si sono rivelati infondati. Ci sono infatti meno scuse per comportamenti negligenti poiché, ad esempio, ai bambini viene impedito di mendicare per strada invece di andare a scuola perché ciò potrebbe comportare la sospensione dal programma. Il trasferimento incondizionato di denaro sembra essere un intervento efficace per ridurre la povertà, migliorando allo stesso tempo i risultati in materia di sanità e istruzione.
Gli stati sociali hanno un effetto sulla riduzione della povertà. Attualmente gli Stati assistenziali moderni ed espansivi che garantiscono opportunità economiche, indipendenza e sicurezza in modo quasi universale sono ancora dominio esclusivo delle nazioni sviluppate. Comunemente costituiscono almeno il 20% del PIL, con i più grandi Stati sociali scandinavi che costituiscono oltre il 40% del PIL. Questi moderni Stati sociali, sorti in gran parte tra la fine del XIX e l’inizio del XX secolo, hanno visto la loro massima espansione a metà del XX secolo e si sono dimostrati estremamente efficaci nel ridurre la povertà relativa e assoluta in tutti i paesi OCSE ad alto reddito analizzati.
Il filosofo Thomas Pogge è un sostenitore della raccolta di fondi per i poveri utilizzando una sorta di dividendo sulle risorse globali (Global Resources Dividend). Questo metodo consiste nel far pagare alle nazioni un dividendo (tassa) su tutte le risorse che utilizzano o vendono, risultando in una sorta di "tassa sui consumi". Pogge stima che un dividendo di appena l’1% potrebbe raccogliere 300 miliardi di dollari ogni anno; ciò equivarrebbe a 250 dollari per ogni individuo nel quintile più povero del mondo.

### Aiuti allo sviluppo

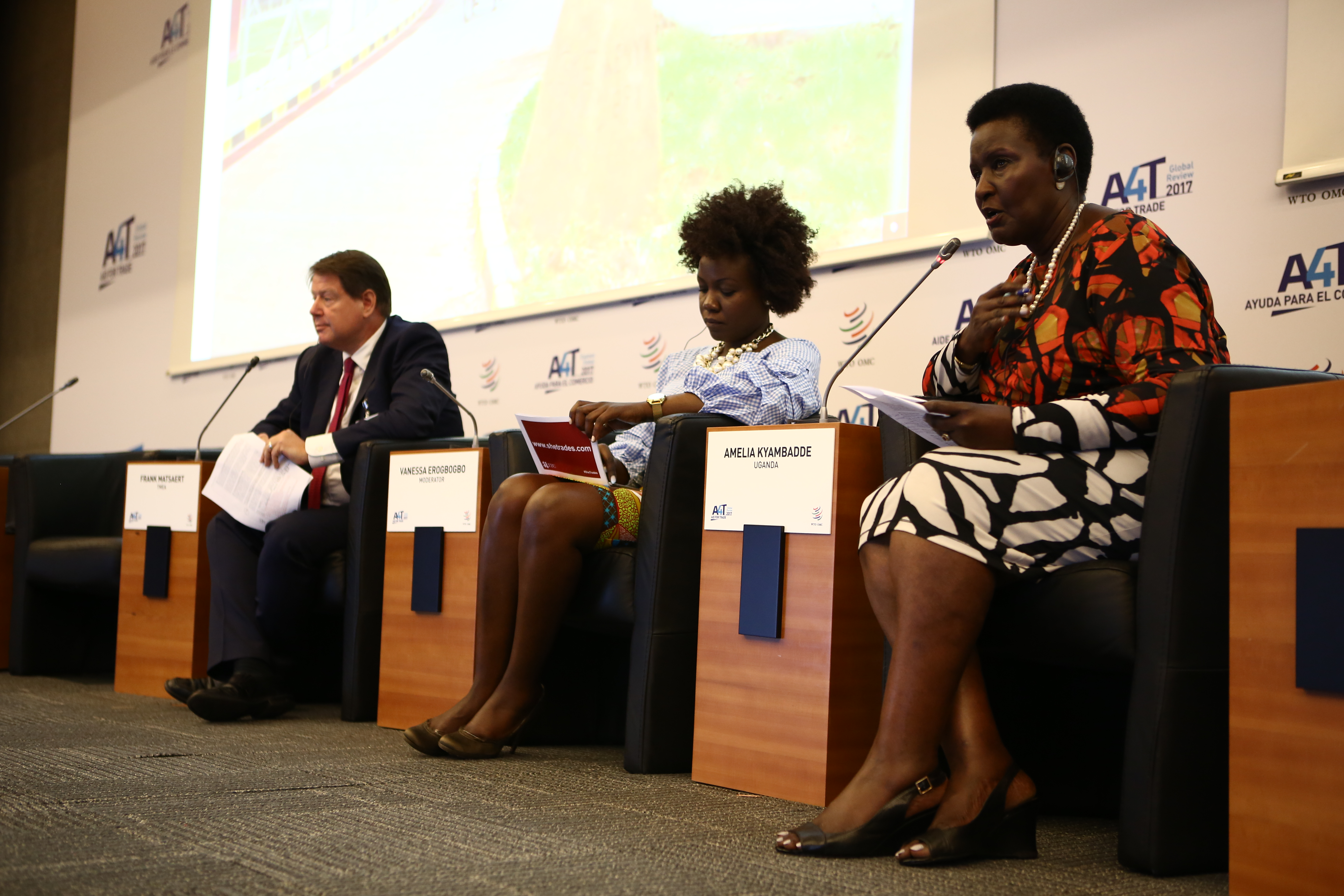
Revisione globale sugli aiuti al commercio 2017 Frank Matsaert, Vanessa Erogbogbo e Amelia Kyambadde,

Una parte importante degli aiuti provenienti dai paesi donatori è “vincolata”, imponendo che una nazione ricevente acquisti prodotti originari solo del paese donatore. Ciò può essere dannoso dal punto di vista economico. Ad esempio, l’Eritrea è costretta a spendere il denaro degli aiuti in beni e servizi stranieri per costruire una rete ferroviaria, anche se è più economico utilizzare competenze e risorse locali. Il denaro proveniente dagli Stati Uniti per combattere l'AIDS richiede che venga speso in farmaci di marca statunitense che possono costare fino a 15.000 dollari all'anno rispetto ai 350 dollari all'anno per i farmaci generici di altri paesi. Solo Norvegia, Danimarca, Paesi Bassi e Gran Bretagna hanno smesso di vincolare i loro aiuti.
Alcune persone non sono d’accordo con gli aiuti quando guardano dove vanno a finire i soldi per gli aiuti allo sviluppo provenienti dalle ONG e altri finanziamenti. Questi ultimi tendono ad essere utilizzati in modo selettivo laddove il problema sanitario di grado più elevato è l’unico trattato, piuttosto che finanziare lo sviluppo dell’assistenza sanitaria di base. Ciò può verificarsi a causa degli aspetti politici alla base del piano di sviluppo di una fondazione, dove la politica supera la scienza della malattia. Le malattie poi trattate vengono classificate in base alla loro prevalenza, morbilità, rischio di mortalità e fattibilità del controllo. Attraverso questo sistema di classificazione, vengono finanziate le malattie che causano la maggiore mortalità e che sono più facilmente curabili. L’argomento nasce dal fatto che, una volta curate, queste persone vengono rimandate nelle condizioni che hanno portato alla malattia. In questo modo, il denaro e le risorse degli aiuti possono essere sprecati quando le persone vengono nuovamente infettate. Ciò è stato osservato nella campagna contro gli anchilostomi condotta dalla Fondazione Rockefeller in Messico negli anni '20, dove le persone venivano curate e poi contraevano nuovamente la malattia una volta tornate nelle condizioni da cui provenivano. Per evitare ciò, si potrebbero spendere soldi per insegnare ai cittadini dei paesi in via di sviluppo l’educazione sanitaria, i servizi igienico-sanitari di base e fornire un accesso adeguato ai metodi di prevenzione e alle infrastrutture mediche. Non solo il denaro delle ONG verrebbe speso meglio, ma sarebbe anche più sostenibile. Questi argomenti suggeriscono che gli aiuti allo sviluppo delle ONG dovrebbero essere utilizzati per la prevenzione e l’individuazione delle cause profonde piuttosto che agire su sforzi politici.
Alcuni think tank e ONG hanno sostenuto che gli aiuti monetari occidentali spesso servono solo ad aumentare la povertà e la disuguaglianza sociale, sia perché sono condizionati dall’attuazione di politiche economiche dannose nei paesi destinatari, sia perché sono legati all’importazione di prodotti provenienti dal paese donatore rispetto ad alternative più economiche. A volte si ritiene che gli aiuti esteri servano più negli interessi del donatore che di quelli del destinatario, e i critici sostengono anche che parte degli aiuti esteri vengono rubati da governi e funzionari corrotti e che livelli di aiuto più elevati ne erodono la qualità di governo. La politica diventa molto più orientata verso ciò che riceverà più aiuti finanziari che verso il soddisfacimento dei bisogni delle persone.
I sostenitori degli aiuti sostengono che questi problemi potrebbero essere risolti con un migliore controllo del modo in cui gli aiuti vengono utilizzati. Le campagne di immunizzazione dei bambini, come quelle contro la poliomielite, la difterite e il morbillo, hanno salvato milioni di vite. Gli aiuti provenienti da organizzazioni non governative possono essere più efficaci degli aiuti governativi; ciò può essere dovuto al fatto che è più efficace nel raggiungere i poveri ed è meglio controllata a livello di base. A titolo di paragone, la spesa militare mondiale annuale nel 2023 è stata di 2.443 miliardi di dollari.

### Cancellazione del debito
Uno dei modi proposti per aiutare i paesi poveri emersi negli anni '80 è stata la riduzione del debito. Dato che molte nazioni meno sviluppate si sono indebitate in maniera estensiva con le banche e i governi dei paesi ricchi, e dato che il pagamento degli interessi su questi debiti è spesso superiore a quello che un paese può generare ogni anno in profitti dalle esportazioni, cancellando parte o tutto il debito si consentirebbe alle nazioni povere di “uscire dal buco”. Se i paesi poveri non devono infatti spendere così tanto per il pagamento del debito, possono invece utilizzare il denaro per priorità che aiutano a ridurre la povertà, come l’assistenza sanitaria di base e l’istruzione. Molte nazioni hanno iniziato a offrire servizi, come l’assistenza sanitaria gratuita, anche se sovraccaricavano le infrastrutture sanitarie, a causa dei risparmi derivanti dai cicli di riduzione del debito nel 2005.
Nel 1996 l'Iniziativa Heavily Indebted Poor Country della Banca Mondiale, che ha concesso una riduzione volontaria del debito ai creditori e sul debito estero per il debito multilaterale e bilaterale, è stata successivamente promossa in una seconda fase nota come Multilateral Debt Relief Initiative al fine di fornire sostegno al debito, ha aiutato l’IDA, il FMI e i paesi a basso reddito che hanno adottato l’iniziativa per i paesi poveri fortemente indebitati. Il processo da parte dell'FMI per attuare l'iniziativa potrebbe essere suddiviso in due fasi: la prima dovrebbe soddisfare quattro criteri, tra cui un track record, e la seconda comprende tre criteri che includono l'attuazione e l'adozione di riforme chiave, come la Poverty Reduction Strategy Paper. La vicesegretaria generale delle Nazioni Unite Amina J. Mohammed riflette sulla riduzione del debito per i paesi in via di sviluppo, da cui emerge che tra il 2019 e il 2021 il debito dei governi è aumentato dal 58 al 65% del PIL, e la Banca Mondiale ha previsto almeno un miliardi di persone si troverebbero in condizioni di estrema povertà, a causa delle conseguenze della guerra in Ucraina. Alcuni suggerimenti avanzati si basavano sul fatto che i paesi avessero la stabilità entro limiti di accesso stabili, affrontassero tempestivamente i rischi del debito e allineassero gli obiettivi finanziari con gli obiettivi di sviluppo sostenibile.

## Microprestiti

La connessione sociale con le persone con livelli di reddito più elevati è un forte predittore della mobilità verso l’alto del reddito. Tuttavia, i dati mostrano una sostanziale segregazione sociale correlata ai gruppi di reddito economico.

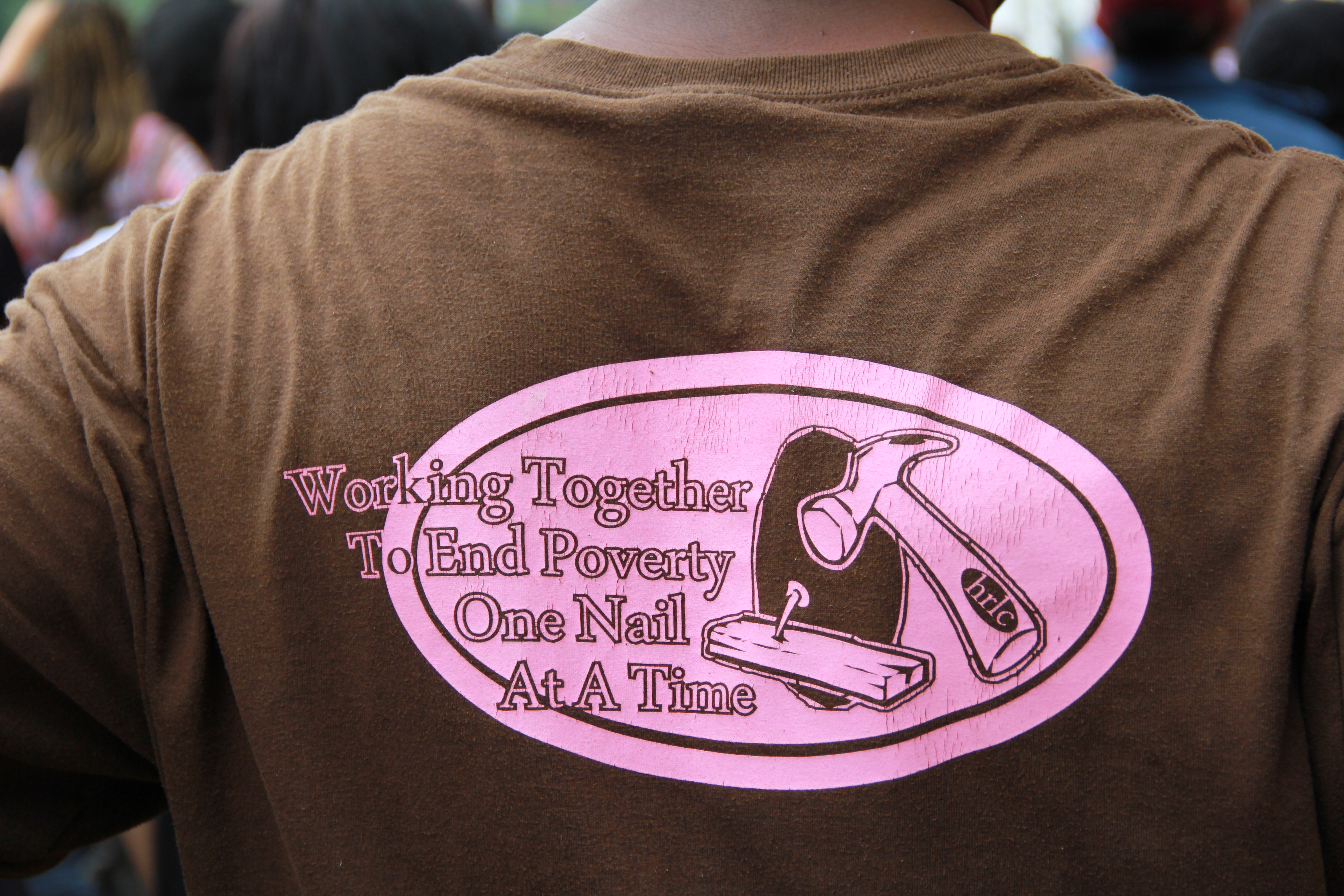
"Lavorare insieme per porre fine alla povertà, un chiodo alla volta", maglietta, 50º anniversario della marcia su Washington per il lavoro e la libertà.

Uno dei nuovi strumenti tecnici più popolari per lo sviluppo economico e la riduzione della povertà sono i microprestiti resi famosi nel 1976 dalla Grameen Bank in Bangladesh. L’idea è quella di prestare piccole somme di denaro agli agricoltori o ai villaggi in modo che queste persone possano ottenere le cose di cui hanno bisogno per aumentare le loro ricompense economiche. Una piccola pompa che costa solo 50 dollari potrebbe fare una grande differenza in un villaggio senza mezzi di irrigazione. Un esempio specifico è la Banca Popolare del governo tailandese che sta concedendo prestiti da 100 a 300 dollari per aiutare gli agricoltori ad acquistare attrezzature o sementi, aiutare i venditori ambulanti ad acquisire un inventario da vendere o aiutare altri ad aprire piccoli negozi. Il programma nazionale del Vietnam del Fondo internazionale per lo sviluppo agricolo (IFAD) sostiene le operazioni in 11 province povere. Tra il 2002 e il 2010 si sono formati circa 1.000 gruppi di risparmio e credito (SCG), con oltre 17.000 iscritti; queste SCG hanno aumentato il loro accesso al microcredito per intraprendere attività agricole su piccola scala.

## Empowerment delle donne

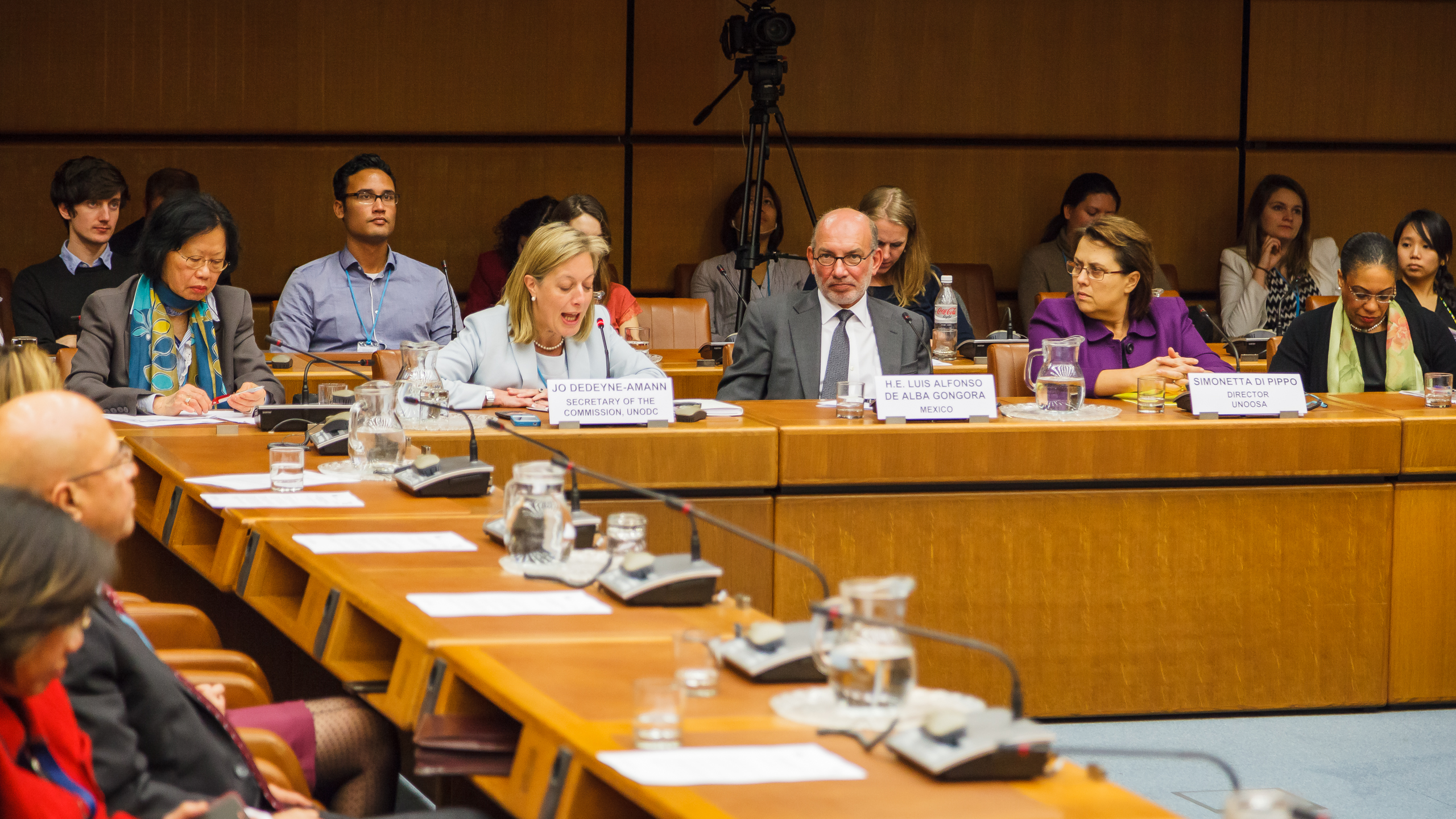
Tavola rotonda in occasione della Giornata internazionale della donna.

L’emancipazione delle donne è diventata relativamente di recente un’area di discussione significativa rispetto allo sviluppo e all’economia; tuttavia è spesso considerato un argomento che affronta e si occupa principalmente della disuguaglianza di genere. Poiché le donne e gli uomini sperimentano la povertà in modo diverso, hanno priorità di riduzione della povertà diverse e sono colpiti in modo diverso dagli interventi di sviluppo e dalle strategie di riduzione della povertà. In risposta al fenomeno socializzato noto come femminilizzazione della povertà, le politiche volte a ridurre la povertà hanno iniziato ad affrontare le donne povere separatamente dagli uomini poveri. Oltre a generare povertà e interventi contro la povertà, una correlazione tra una maggiore uguaglianza di genere e una maggiore riduzione della povertà e crescita economica è stata illustrata da una ricerca condotta dalla Banca Mondiale, suggerendo che la promozione dell’uguaglianza di genere attraverso l’emancipazione delle donne è una strategia di riduzione della povertà qualitativamente significativa.

### Parità di genere
Affrontare l’uguaglianza di genere e l’emancipazione delle donne sono passi necessari per superare la povertà e promuovere lo sviluppo, come sostenuto dall’approccio allo sviluppo umano e alle capacità e dagli Obiettivi di sviluppo del Millennio. Le disparità nei settori dell'istruzione, dei tassi di mortalità, della salute e di altri indicatori sociali ed economici impongono ingenti costi sul benessere e sulla salute dei poveri, il che diminuisce la produttività e il potenziale di riduzione della povertà. Le limitate opportunità delle donne nella maggior parte delle società limitano la loro capacità di migliorare le condizioni economiche e di accedere ai servizi per migliorare il loro benessere.
In generale, una serie di settori sono stratificati in base al genere. Questo è il risultato di una varietà di fattori. Questi includono differenze nelle scelte educative, nel lavoro e nel settore preferiti, nell’esperienza lavorativa, nel numero di ore lavorate e nelle interruzioni del lavoro (ad esempio per generare e allevare figli). Inoltre, gli uomini in genere svolgono lavori più retribuiti e più rischiosi rispetto alle donne. Questi fattori determinano una differenza compresa tra il 60% e il 75% tra i salari o gli stipendi medi aggregati degli uomini e delle donne, a seconda della fonte. Sono state suggerite varie spiegazioni per il restante 25%-40%, tra cui la minore disponibilità e capacità delle donne di negoziare il salario e la discriminazione sessuale. Secondo la Commissione europea la discriminazione diretta spiega solo una piccola parte delle differenze salariali di genere.

#### Gender mainstreaming
Il gender mainstreaming, il concetto di inserire le questioni di genere nella corrente principale della società, è stato stabilito dalla Quarta Conferenza mondiale sulle donne delle Nazioni Unite come strategia globale per promuovere l’uguaglianza di genere; La conferenza delle Nazioni Unite ha sottolineato la necessità di garantire che l’uguaglianza di genere sia un obiettivo primario in tutti gli ambiti dello sviluppo sociale ed economico, compreso il dibattito sulla povertà e la sua riduzione. Di conseguenza, la Banca Mondiale ha anche creato obiettivi per affrontare la povertà rispetto ai diversi effetti sulle donne. Un obiettivo importante è stata la revisione delle leggi e delle pratiche amministrative per garantire la parità di diritti delle donne e l'accesso alle risorse economiche. L'integrazione rafforza il coinvolgimento attivo delle donne nella riduzione della povertà collegando le capacità e i contributi delle donne con le questioni macroeconomiche. Lo scopo di fondo sia delle politiche delle Nazioni Unite che della Banca Mondiale parla dell’uso della discussione sulle questioni di genere nella promozione dell’uguaglianza di genere e nella riduzione della povertà.

### Strategie per emancipare le donne
Diverse piattaforme sono state adottate e reiterate in molte organizzazioni a sostegno dell’emancipazione delle donne con l’obiettivo specifico di ridurre la povertà. Incoraggiare una maggiore partecipazione economica e politica da parte delle donne aumenta l’indipendenza finanziaria e l’investimento sociale nel governo, entrambi fondamentali per far uscire la società dalla povertà.

#### Partecipazione economica
L'empowerment economico delle donne, ovvero garantire che donne e uomini abbiano pari opportunità di generare e gestire il reddito, è un passo importante per migliorare il loro sviluppo all'interno della famiglia e della società. Inoltre, le donne svolgono un ruolo economico importante nell'affrontare la povertà vissuta dai bambini. Aumentando la partecipazione femminile alla forza lavoro, le donne sono in grado di contribuire in modo più efficace alla crescita economica e alla distribuzione del reddito poiché avere una fonte di reddito eleva il loro status finanziario e sociale. Tuttavia, l'ingresso delle donne nella forza lavoro retribuita non equivale necessariamente alla riduzione della povertà; la creazione di opportunità di lavoro dignitose e la migrazione delle donne dal settore del lavoro informale al mercato del lavoro formale sono fondamentali per la riduzione della povertà. Altri modi per incoraggiare la partecipazione femminile alla forza lavoro per promuovere il declino della povertà includono la fornitura di servizi di assistenza all'infanzia, l'aumento della qualità e delle opportunità dell'istruzione e la promozione dell'imprenditorialità femminile. La tutela dei diritti di proprietà è un elemento chiave per dare maggiore potere economico alle donne e promuovere la crescita economica complessiva per entrambi i sessi. Con le legittime rivendicazioni sulla terra, le donne ottengono potere contrattuale, che può essere applicato alla loro vita fuori e dentro la famiglia. La capacità e l’opportunità per le donne di possedere legalmente la terra riduce anche il divario patrimoniale esistente tra donne e uomini, il che promuove l’uguaglianza di genere.

#### Partecipazione politica
La partecipazione politica è sostenuta da organizzazioni come l'IFAD come pilastro dell'uguaglianza di genere e dell'emancipazione delle donne. La crescita economica sostenibile richiede che i poveri abbiano influenza sulle decisioni che riguardano le loro vite; Il rafforzamento specifico della voce delle donne nel processo politico favorisce l’indipendenza sociale e una maggiore considerazione delle questioni di genere nella politica. Al fine di promuovere l'emancipazione politica delle donne, il Programma di sviluppo delle Nazioni Unite ha sostenuto diversi sforzi: aumentare le donne nelle cariche pubbliche; rafforzare il sostegno alle organizzazioni femminili; garantire un'equa tutela giuridica; e fornire assistenza sanitaria e istruzione equivalenti. Un’equa rappresentanza e partecipazione politica consente alle donne di esercitare pressioni per politiche e programmi di riduzione della povertà più specifici per loro.

## Altri approcci
Un altro approccio proposto per alleviare la povertà è il commercio equo e solidale, che sostiene il pagamento di un prezzo superiore a quello di mercato nonché standard sociali e ambientali nelle aree legate alla produzione di beni. L’efficacia di questo approccio alla riduzione della povertà è controversa.
Il dollaro di Toronto (attivo nel periodo 1998-2013) è stato un esempio di valuta locale orientata alla riduzione della povertà. Questi dollari venivano venduti e riscattati in modo tale da raccogliere fondi che venivano poi dati come sovvenzioni a enti di beneficenza locali, principalmente quelli orientati alla riduzione della povertà. Fornivano anche un mezzo per creare un incentivo al lavoro per i beneficiari dell'assistenza sociale: potevano essere dati in dono ai beneficiari dell'assistenza sociale che svolgevano lavoro volontario per organizzazioni di beneficenza e senza scopo di lucro, e questi doni non influivano sui benefici sociali.
Alcuni hanno sostenuto un cambiamento economico radicale nel sistema. Esistono diverse proposte fondamentali per ristrutturare le relazioni economiche esistenti, e molti dei loro sostenitori sostengono che le loro idee ridurrebbero o addirittura eliminerebbero completamente la povertà se venissero attuate. Tali proposte sono state avanzate sia da gruppi di sinistra che di destra: socialismo, comunismo, anarchismo, libertarismo, economia binaria ed economia partecipativa, tra gli altri.
La disuguaglianza può essere ridotta attraverso una tassazione progressiva.
A livello legislativo si è cercato di stabilire l’assenza di povertà come diritto umano.
Il Fondo monetario internazionale e i paesi membri hanno prodotto documenti sulla strategia di riduzione della povertà o PRSP.
Nel suo libro The End of Poverty, l’economista Jeffrey Sachs ha presentato un piano per sradicare la povertà globale entro il 2025. Seguendo le sue raccomandazioni, organizzazioni internazionali come la Global Solidarity Network stanno lavorando per contribuire a sradicare la povertà. in tutto il mondo con interventi nei settori dell’edilizia abitativa, dell’alimentazione, dell’istruzione, della sanità di base, degli input agricoli, dell’acqua potabile, dei trasporti e delle comunicazioni.
La Campagna per i diritti umani economici dei poveri (Poor People's Economic Human Rights Campaign - PPEHRC) è un'organizzazione negli Stati Uniti che lavora per garantire la libertà dalla povertà per tutti organizzando i poveri stessi. La Campagna ritiene che un quadro normativo sui diritti umani, basato sul valore della dignità e del valore intrinseci di tutte le persone, offra i migliori mezzi con cui organizzare una soluzione politica alla povertà.

### Adattamento al cambiamento climatico
Si prevede che l’aumento degli eventi meteorologici estremi, legati ai cambiamenti climatici, e dei conseguenti disastri continuerà. I disastri sono una delle principali cause di impoverimento e possono invertire i progressi verso la riduzione della povertà. Un rapporto della Banca Mondiale mostra che i poveri sono i più esposti ai disastri climatici.
Si prevede che entro il 2030, oltre 325 milioni di persone estremamente povere vivranno nei 49 paesi più esposti al rischio. La maggior parte di questi si trova nell’Asia meridionale e nell’Africa subsahariana.
Un ricercatore di un importante think tank globale, l’Overseas Development Institute, suggerisce che dovrebbero essere fatti molti più sforzi per coordinare e integrare meglio le strategie di riduzione della povertà con l’adattamento al cambiamento climatico. Si sostiene che le due questioni siano attualmente affrontate solo in parallelo poiché la maggior parte dei documenti sulla strategia di riduzione della povertà ignorano del tutto l’adattamento al cambiamento climatico, mentre anche i Programmi d’azione nazionali di adattamento (NAPA - National Adaptation Programmes of Action) non si occupano direttamente della riduzione della povertà. I legami tra adattamento e povertà sono risultati più forti nei NAPA dei paesi meno sviluppati dell’Africa subsahariana.

### Biciclette

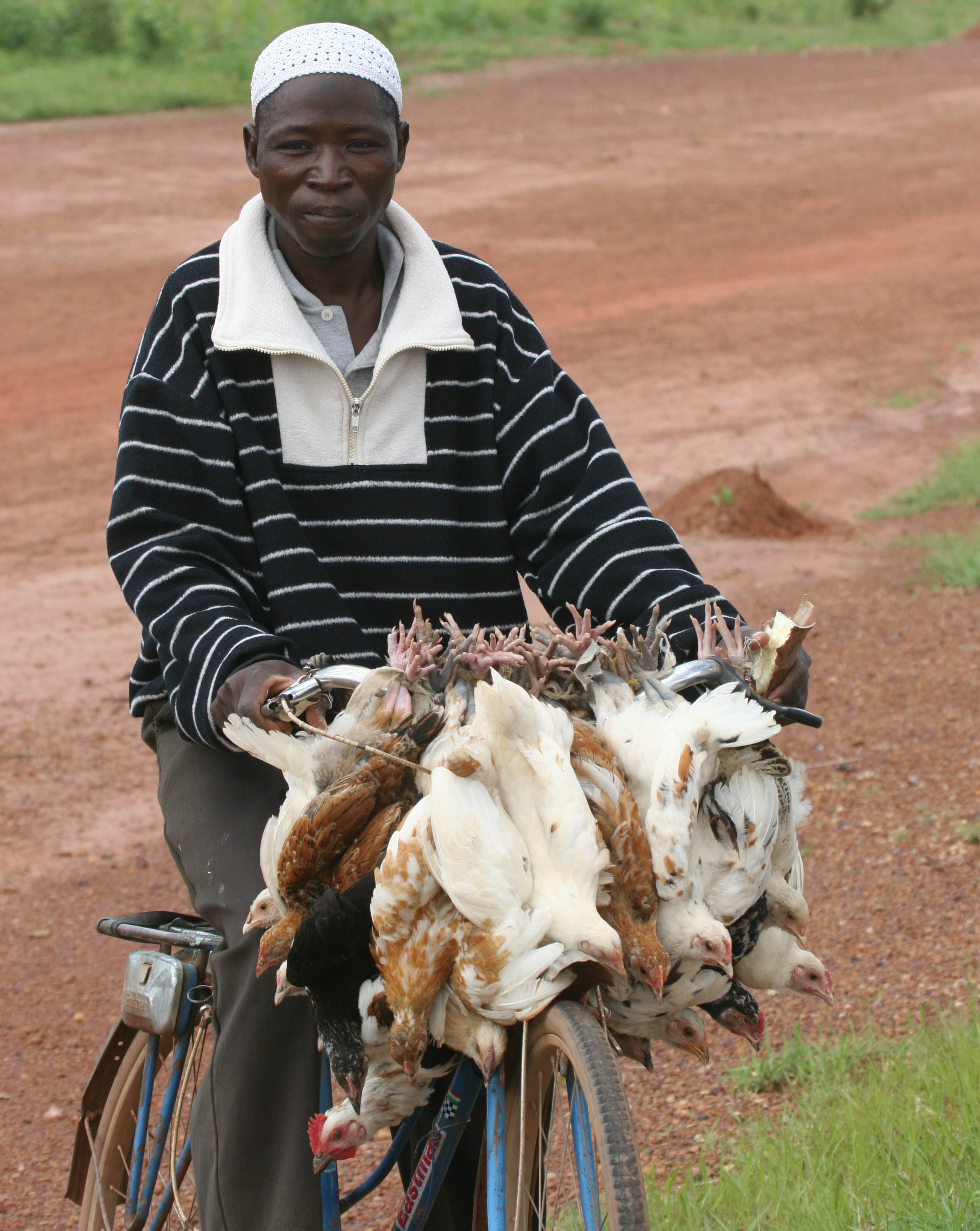
Uomo in bicicletta con polli, Ouagadougou, Burkina Faso.

Esperimenti condotti in Africa (Uganda e Tanzania) e Sri Lanka su centinaia di famiglie hanno dimostrato che una bicicletta può aumentare il reddito di una famiglia povera fino al 35%. I trasporti, se analizzati per l'analisi costi-benefici per la riduzione della povertà rurale, hanno dato uno dei migliori risultati in questo senso. Ad esempio, gli investimenti stradali in India sono stati da 3 a 10 volte più efficaci di quasi tutti gli altri investimenti e sussidi nell’economia rurale nel decennio degli anni ’90. Ciò che una strada fa a livello macro per aumentare i trasporti, la bicicletta lo sostiene a livello micro. La bicicletta, in questo senso, può essere uno dei mezzi migliori per sradicare la povertà nelle nazioni povere.

### Obiettivi di sviluppo del Millennio
L’eliminazione della povertà estrema e della fame entro il 2015 è stato uno degli Obiettivi di sviluppo del Millennio (OSM). Oltre ad approcci più ampi, il Rapporto Sachs (per il Progetto Millennio delle Nazioni Unite) propone una serie di “vittorie rapide”, approcci identificati da esperti di sviluppo che costerebbero relativamente poco ma potrebbero avere un grande effetto costruttivo sulla povertà mondiale. Le vittorie rapide sono:
- Accesso alle informazioni sulla salute sessuale e riproduttiva.
- Azione contro la violenza domestica.
- Nominare consulenti scientifici governativi in ogni paese.
- Cura dei bambini colpiti da infezioni del suolo in età scolare nelle zone colpite.
- Farmaci contro l'AIDS, la tubercolosi e la malaria.
- Eliminazione delle tasse scolastiche.
- Eliminare le tariffe per l’assistenza sanitaria di base nei paesi in via di sviluppo.
- Pasti scolastici gratuiti per gli scolari.
- Legislazione sui diritti delle donne, compresi i diritti di proprietà.
- Piantare alberi.
- Fornire nutrienti al suolo agli agricoltori dell’Africa subsahariana.
- Fornire zanzariere.
- Accesso all'elettricità, all'acqua e ai servizi igienico-sanitari.
- Sostenere l'allattamento al seno.
- Programmi di formazione per la salute comunitaria nelle aree rurali.
- Riqualificazione delle baraccopoli e fornitura di terreni per l'edilizia popolare.

### Obiettivi di sviluppo sostenibile

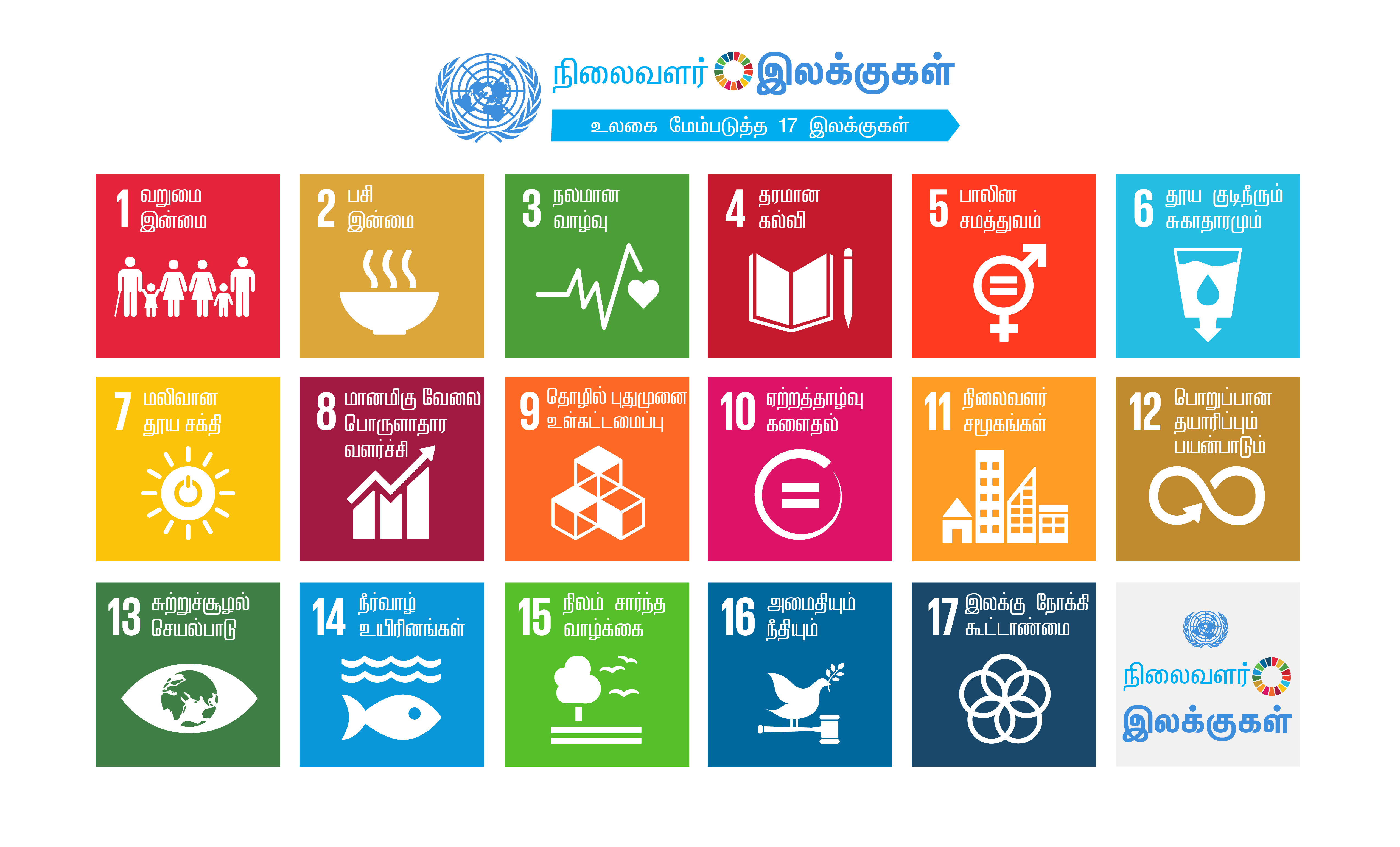
Gli obiettivi di sviluppo sostenibile delle Nazioni Unite

Il primo dei 17 obiettivi di sviluppo sostenibile (SDG) prevede la fine della povertà entro il 2030 e cerca di garantire protezione sociale ai poveri e sostenere le persone colpite da eventi estremi legati al clima. Nel corso del decennio iniziato nel 2002, la percentuale della popolazione mondiale che vive sotto la soglia di povertà si è ridotta della metà, dal 26% al 13%. Tuttavia, se il tasso di crescita si estendesse su un periodo più lungo di 20 anni, il tasso di povertà globale prevalente sarebbe probabilmente pari a circa il 6%. In altre parole, l’eliminazione della povertà estrema richiederà un cambiamento significativo rispetto ai tassi di crescita storici.

### Targeting contro la povertà
La riduzione della povertà richiede che i governi identifichino e raggiungano i soggetti estremamente poveri e li aiutino a uscire dalla povertà attraverso misure sostenibili. Uno di questi approcci sostenuto da molti donatori internazionali è quello dei programmi mirati di riduzione della povertà. Esistono diversi metodi di targeting della povertà attraverso i quali le comunità povere vengono identificate e monitorate per i programmi di riduzione della povertà. Ad esempio, un metodo comune per individuare la povertà è il "test dei mezzi", che utilizza una determinata soglia di reddito o di spesa affinché un individuo o una famiglia siano considerati poveri e ammissibili al sostegno.

### Iniziative globali per porre fine alla fame e alla denutrizione
Una parte importante della lotta contro la povertà sono gli sforzi per porre fine alla fame e raggiungere la sicurezza alimentare. Nell'aprile 2012 è stata firmata la Convenzione sull'assistenza alimentare, il primo accordo internazionale giuridicamente vincolante al mondo sugli aiuti alimentari. Il Consenso di Copenaghen del maggio 2012 raccomandava che gli sforzi per combattere la fame e la malnutrizione dovessero essere la prima priorità per i politici e i filantropi del settore privato che cercano di massimizzare l’efficacia della spesa per gli aiuti. Hanno anteposto questa priorità ad altre priorità, come la lotta contro la malaria e l'AIDS.
La principale politica globale per ridurre la fame e la povertà sono gli obiettivi di sviluppo sostenibile approvati nel 2015. In particolare l’Obiettivo 2: Fame Zero fissa obiettivi concordati a livello globale per porre fine alla fame, raggiungere la sicurezza alimentare, migliorare la nutrizione e promuovere l’agricoltura sostenibile.
Nel 2013 Caritas Internationalis ha avviato un’iniziativa volta a porre fine alla fame sistemica entro il 2025. La campagna One human family, food for all si concentra sulla sensibilizzazione, sul miglioramento dell’impatto dei programmi Caritas e sulla promozione dell’attuazione del diritto al cibo.
Il partenariato Compact2025, guidato dall’IFPRI con il coinvolgimento di organizzazioni delle Nazioni Unite, ONG e fondazioni private, sviluppa e diffonde consigli basati sull’evidenza ai politici e ad altri decisori volti a porre fine alla fame e alla sotto-nutrizione entro il 2025.
Ending Hunger è una campagna di comunicazione online volta a sensibilizzare l'opinione pubblica sul problema della fame. Molti hanno lavorato attraverso video virali che ritraggono celebrità che esprimono la loro rabbia per il gran numero di persone che soffrono la fame nel mondo.
Un’altra iniziativa focalizzata sul miglioramento della situazione della fame attraverso il miglioramento della nutrizione è il movimento Scaling up Nutrition (SUN). Avviato nel 2010, questo movimento di persone provenienti da governi, società civile, Nazioni Unite, donatori, imprese e ricercatori pubblica ogni anno un rapporto sui progressi compiuti nei 57 paesi partner.

### Riduzione della povertà a Taiwan
Nonostante le intense strategie di riduzione messe in atto negli anni precedenti, i livelli di povertà in diversi paesi del mondo non sono stati ridotti. Alcune ricerche hanno dimostrato che i bassi livelli salariali delle famiglie bisognose sono aumentati gradualmente, sebbene in alcuni scenari siano diminuiti. Sebbene il livello salariale sia il principale indicatore mediano del welfare, tali risultati suggeriscono che le procedure passate di riduzione della povertà non sono state efficaci. Se non verranno formulate e attuate adeguate procedure di riduzione nel prossimo futuro, la povertà rurale resterà probabilmente un problema reale ancora per molto tempo. Si ritiene che le famiglie siano a bassa retribuzione se il loro reddito mensile non supera il minimo mensile valutato stabilito da ogni città o regione. Per soddisfare i bisogni essenziali della famiglia (riparo, cibo, vestiti e istruzione) a Taipei, sarebbero necessari 337 dollari al mese. Questa somma cambia a seconda dello stile di vita della città; ad esempio, per vivere nella contea di Kinmen sarebbero sufficienti 171 dollari al mese.
La crescita economica sostenuta è considerata il principale fattore propulsivo per la riduzione della povertà a Taiwan. Mentre gli investimenti diretti esteri interni non hanno alcun effetto degno di nota sul salario medio dei poveri, gli investimenti diretti esteri da Taiwan nei due decenni precedenti sembrano aver influenzato negativamente il 20% più povero della popolazione. La povertà a Taiwan è stata quasi eliminata, con meno dell’1% della popolazione considerata povera o con salari bassi. Ciò significa che oltre il 99% della popolazione apprezza i vantaggi della fioritura economica di Taiwan e della soddisfazione personale straordinariamente migliorata. Oltre alle famiglie poco retribuite, il governo offre sostegno ad altri individui, ad esempio agli anziani e agli inabili, che non possono lavorare. Dal 1980 al 1999 il governo taiwanese ha sviluppato un programma chiamato Programma di assicurazione sanitaria nazionale. L’NHI fornisce principalmente alle persone economicamente svantaggiate assistenza sanitaria di qualità a un prezzo accessibile. Nel luglio 1993, il governo di Taiwan ha iniziato a concedere una sponsorizzazione mensile agli anziani. Le persone di età superiore ai 65 anni il cui normale stipendio familiare non è esattamente o equivalente a 1,5 volte i costi mensili di base sono idonee a ricevere una sponsorizzazione mensile di 174 dollari. Anche i trasferimenti privati svolgono un ruolo importante a Taiwan per la lotta alla povertà. Secondo i dati forniti da Taiwan ai Luxembourg Income Studies, i risultati indicano che il trasferimento privato ha un impatto maggiore rispetto ai trasferimenti pubblici in termini di dimostrazione dello stato sociale.
Nel 1999, il governo di Taiwan ha speso 5,08 miliardi di dollari in progetti di assistenza sociale e ha offerto numerosi tipi di assistenza a persone e famiglie provenienti da gruppi a bassa retribuzione. Nonostante il denaro, viene fornita assistenza per trovare lavoro ai capifamiglia nelle famiglie, insieme a guide educative per i bambini in età scolare e programmi di benessere per donne e bambini. Inoltre, ci sono anche associazioni comunitarie, organizzazioni scolastiche e strutture private organizzate dagli uffici governativi per aiutare le persone bisognose. In linea di principio, Taiwan è attualmente una società liberale e basata sulle elezioni. Quindi la versatilità sociale dovrebbe essere lo standard. In particolare, secondo un'indagine sul denaro extra a Taiwan condotta dalla Direzione generale del bilancio, contabilità e statistica, le famiglie con gli stipendi superflui più sorprendenti sono 2,6 persone, mentre le famiglie con il flusso di cassa meno discrezionale sono 4,7 persone. Con l’aumento dei costi dei beni semplici e la privatizzazione del mercato della formazione, le famiglie economicamente disastrate si troveranno in una posizione innegabilmente difficile per educare i propri figli. Tuttavia, questo tipo di assistenza sociale ridurrà significativamente le entrate di Taiwan. A causa del lento sviluppo economico degli ultimi anni, questo metodo non riuscirà più a colmare la disuguaglianza di reddito né a ridurre efficacemente il tasso di disoccupazione in futuro.

### Soluzioni aziendali alla povertà
Il concetto di impresa al servizio dei quattro miliardi di persone più povere del mondo è diventato popolare da quando CK Prahalad ha introdotto l’idea attraverso il suo libro Fortune at the Bottom of the Pyramid: Eradicating Poverty Through Profits nel 2004, tra molte aziende e business school. Kash Rangan, John Quelch e altri docenti del Global Poverty Project della Harvard Business School "credono che nel perseguire il proprio interesse personale nell'apertura e nell'espansione del mercato BoP, le imprese possano realizzare un profitto mentre servono i consumatori più poveri e contribuire allo sviluppo." Secondo Rangan "Per gli affari, la maggior parte dei mercati emergenti in tutto il mondo si trova alla base della piramide, quindi ha senso per gli affari, non un senso di beneficenza (...)".
Nel loro libro del 2013, The Business Solution to Poverty, Paul Polak e Mal Warwick hanno affrontato direttamente le critiche mosse al concetto di Prahalad. Hanno notato che le grandi imprese spesso non riuscivano a creare prodotti che soddisfacessero effettivamente i bisogni e i desideri dei clienti che vivevano alla base della piramide. La loro risposta è stata che un’azienda che voleva avere successo in quel mercato doveva dedicare tempo a parlare e comprendere quei clienti. Polak aveva precedentemente promosso questo approccio nel suo libro precedente, Out of Poverty, che descriveva il lavoro delle International Development Enterprises (iDE), da lui fondate nel 1982. Polak e Warwick fornirono consigli pratici: un prodotto che interessava ad almeno un miliardo di persone (vale a dire, avere un appeal universale), doveva poter essere consegnato ai clienti che vivevano dove non c'erano ne un ufficio FedEx ne una strada, e doveva essere "radicalmente conveniente" per attrarre qualcuno che guadagnava meno più di 2 dollari al giorno.
Piuttosto che incoraggiare le imprese multinazionali a soddisfare i bisogni dei poveri, alcune organizzazioni come l’iDE, il World Resources Institute e il Programma di sviluppo delle Nazioni Unite hanno iniziato a concentrarsi sul lavoro diretto per aiutare le popolazioni della base della piramide a diventare imprenditori locali su piccola scala. Poiché gran parte di questa popolazione è impegnata nell'agricoltura, queste ONG hanno affrontato le lacune del mercato che consentono agli agricoltori su piccola scala (cioè che hanno appezzamenti inferiori a 2 ettari) di aumentare la loro produzione e trovare mercati per i raccolti. Ciò avviene aumentando la disponibilità di attrezzature agricole (ad esempio pompe, motozappe, seminatrici) e di sementi e fertilizzanti di migliore qualità, nonché ampliando l'accesso alla formazione sulle migliori pratiche agricole (ad esempio la rotazione delle colture).
Creare imprenditori attraverso la microfinanza può produrre risultati non desiderati: alcuni mutuatari imprenditoriali diventano intermediari informali tra le iniziative di microfinanza e i microimprenditori diventano più poveri. Coloro che possono beneficiare più facilmente della microfinanza dividono i prestiti in crediti più piccoli destinati anche ai mutuatari più poveri. L'intermediazione informale spazia dagli intermediari occasionali più benevoli agli "strozzini" fino all'estremità criminale dello spettro dei finanziatori.
Milton Friedman sostiene che la responsabilità sociale delle imprese è solo quella di aumentare i propri profitti; Pertanto, è necessario esaminare se le imprese nei mercati BoP siano in grado di raggiungere il duplice obiettivo di realizzare un profitto servendo al tempo stesso i consumatori più poveri e contribuendo allo sviluppo. Erik Simanis ha riferito che il modello ha un difetto fatale. Secondo Simanis: 
Nonostante abbia raggiunto buoni tassi di penetrazione compresi tra il 5% e il 10% in quattro mercati di prova, ad esempio, Procter & Gamble non è riuscita a generare un ritorno competitivo sulla sua polvere per la purificazione dell'acqua Pur dopo aver lanciato il prodotto su larga scala nel 2001... DuPont si è imbattuto in problemi simili con un’impresa pilotata dal 2006 al 2008 in Andhra Pradesh, in India, dalla sua controllata Solae, un produttore globale di proteine di soia… Poiché gli alti costi di fare affari tra i più poveri richiedono un alto contributo per transazione, le aziende devono accettare la realtà che margini e prezzi elevati non sono solo un fenomeno di punta; sono anche una necessità per garantire imprese sostenibili alla base della piramide.
Marc Gunther afferma che "Il leader del mercato del fondo della piramide (BOP), senza dubbio, è Unilever... Il suo prodotto BOP distintivo è Pureit, un sistema di purificazione dell'acqua da banco venduto in India, Africa e America Latina. Sta salvando vite, ma non fa soldi per gli azionisti." Ciò lascia piuttosto discutibile l’ideale di sradicare la povertà attraverso i profitti o con un buon senso degli affari – non un senso di beneficenza.
Altri hanno notato che fare affidamento sul fatto che i consumatori BoP scelgano di acquistare articoli che aumentano i loro redditi è ingenuo. I consumatori poveri potrebbero spendere il proprio reddito in modo sproporzionato in eventi o beni e servizi che offrono benefici a breve termine piuttosto che investire in prodotti o servizi che potrebbero cambiare la loro vita a lungo termine.